# Denui
Denui és un poble situat a 1.312 metres d'altitud, pertanyent al municipi de les Paüls, a la vall de Castanesa, al seu vessant occidental, sota la muntanyeta de Denui (2.514 m), cim de la serralada que separa les conques dels rius Noguera Pallaresa i de l'Isàvena.